# MGM-29 (ミサイル)
MGM-29 サージェント
発射態勢のMGM-29A サージェント
- 用途：地対地戦域攻撃
- 分類：短距離弾道ミサイル、核ミサイル
- 設計者：ジェット推進研究所 (JPL)
- 製造者：スペリー
- 運用者： アメリカ合衆国（アメリカ陸軍）
- 生産数：約500基
- 生産開始：1956年3月（製造契約）
- 運用開始：1962年6月（アメリカ合衆国内）
- 退役：1977年5月（アメリカ合衆国内）
- 運用状況：退役

MGM-29 サージェント（英: Sergeant）は、アメリカ合衆国のジェット推進研究所 (JPL) で開発された短距離弾道ミサイルである。固体燃料ロケットで推進し、W52核弾頭を搭載できた。MGM-5 コーポラルを更新するために1962年6月にアメリカ陸軍で運用が開始され、1963年までにアメリカ国外に配備された。サージェントは後にMGM-52 ランスに更新され、アメリカ陸軍の最後のサージェント大隊は1977年5月に解散した。
サージェントはスカウト衛星打ち上げの第2段として使われ、サージェントから派生したロケット・モーターがジュピターC気象観測用ロケットとジュノー I 打ち上げロケットの第2段及び第3段で使用された。

## 開発
MGM-5 コーポラルの前身となったコーポラルE地対地ミサイル試験機が打ち上げられたばかりの1948年という早い時期に、カリフォルニア工科大学 (CIT) のジェット推進研究所 (JPL) はサージェント計画に基づきアメリカ陸軍向けの新型固体推進剤ロケットの初期研究を開始した。しかし、その成果として戦術ミサイルに実装する目的に堪える固体燃料ロケット・モーターを作り出すことができなかったため、1951年4月にアメリカ陸軍武器科は、サージェントの初期研究の終了を指示したが、この研究は固体推進剤技術と、最終的にサージェントと呼ばれることになるロケット・モーターの開発に大きく貢献することになった。
その後も、固体燃料ロケット開発はゼネラル・エレクトリックのXSSM-A-13 ヘルメスA-2計画で続けられ、「インターナル・バーニング・スター」設計による新型ロケット・モーターがRV-A-10試験機でテストされた。これは燃焼している燃料の表面積が一定になる中心燃焼固体燃料ロケット・モーターであり、定常推力を得られる従来の終端燃焼ロケット設計と、燃料が絶縁体の働きをするために軽量構造にできる中心燃焼ロケット設計の両方の長所を併せ持っていた。

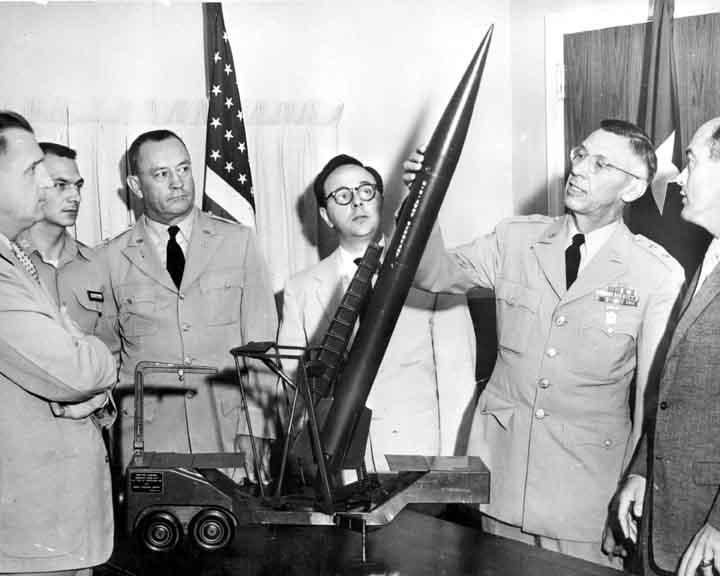
サージェント・ミサイルを審査するレッドストーン兵器廠司令官オルガー・N・トフトイ少将。

1953年中頃にはRV-A-10試験プログラムは終了したが、SSM-A-13 ヘルメスA-2はキャンセルされた。同時に、アメリカ陸軍はサージェントという名前の新型固体燃料ロケット地対地ミサイルの開発に数社の提案を要請し、1953年11月30日に再びJPLがサージェント研究の継続のための追加契約を獲得した。1954年10月7日にアメリカ陸軍陸戦軍 (Army Field Forces) がサージェント・システムの開発を直ちに行うよう勧告したため、陸軍武器科は既に結ばれている1953年11月30日の契約に基づき、主契約者をJPLとして1955年1月1日からサージェント戦術地対地ミサイル計画を公式に開始し、レッドストーン兵器廠が技術的な管理監督を務めた（1954年6月11日に陸軍武器科長は、サージェント計画の技術的な管理監督の責任と権限をアメリカ陸軍武器科長官房局 (Office, Chief of Ordnance, OCO) からレッドストーン兵器廠司令官へ委譲する計画を発簡している）。レッドストーン兵器廠司令官は、1955年1月11日にサージェント開発計画の開始を発表し、サージェント計画工兵隊を指定している。また、チオコール・ケミカル社のレッドストーン事業部は、ロケット・モーターの金属部品の設計とモーター・プログラムの残りを実行するためのJPLの下請けとして開発に従事した。このときに制式名SSM-A-27がミサイルに割り当てられたが、アメリカ陸軍長官がサージェントの軍用性能を承認して、IAプライオリティーで正式にサージェント計画 (DA 516-05-009) を確立した1955年6月16日前後にこの命名規則の使用をやめたため、SSM-A-27という制式名は短命に終わった。その後の1958年11月5日には、サージェント・ミサイル・システムは、限定生産として分類が承認された。

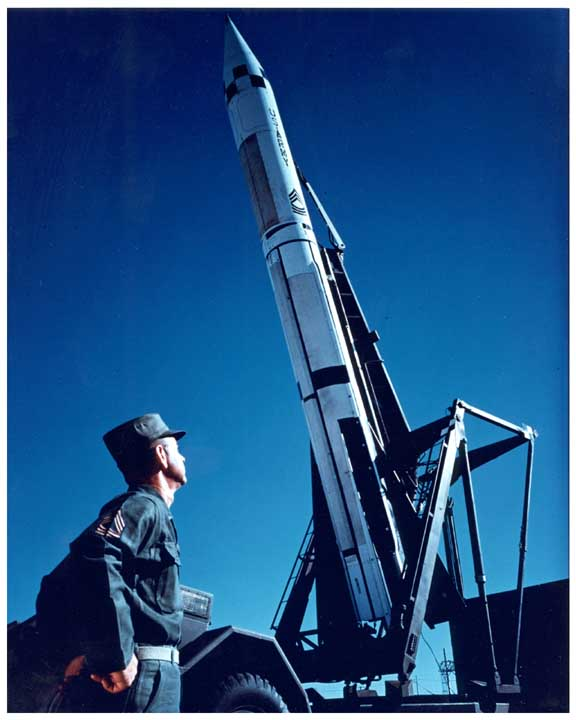
XM15 (XMGM-29) サージェント

最初の実験的なサージェント・ミサイルは1956年に発射され、誘導ミサイルXM15に指定された。1956年2月の終わりにスペリー・ジャイロスコープ社がサージェント計画の共同契約者として指名された。1956年3月にJPLがスペリーと下請契約を結んだとき、共同契約の関係は始まった。スペリーは、サージェント・システムの設計開発及びその生産の開始を通してJPLと緊密に協力して従事することになっていた。結果として、製造契約者であるスペリーはシステム設計全体の実用的知識を持ち、開発計画の完了直後の武器システム全責任を負う用意ができていた。1960年7月1日、JPLはサージェント計画から手を引き、スペリー・ユタ社 (SUCO) が主契約者の役目を引継いだ。また、サージェント開発計画は1961年9月28日の最後の研究開発ミサイルの飛行で、基本的に終了した。
サージェント計画は、1958年4月1日にレッドストーン兵器廠からアメリカ陸軍ロケット誘導ミサイル局 (U.S. Army Rocket and Guided Missile Agency, ARGMA) に移され、その後、サージェントの装備管理責任は、1960年8月1日にARGMAからアメリカ陸軍弾道ミサイル局 (ABMA) に移された。
1962年6月に、サージェントは誘導ミサイルM15として初めて作戦運用展開され、すべてのMGM-5 コーポラル・ミサイルと交替し始めた。1963年に、陸海空軍の名称統一で命名規則の変更に伴い、サージェントの試験ミサイルXM15はXMGM-29Aに、作戦運用ミサイルのM15はMGM-29Aとそれぞれ改称された。

## 特徴
サージェントは、コーポラルと比較して非常に優れた作戦用ミサイルであった。その固形燃料ロケット・モーターは、コーポラルの液体燃料ロケット・モーターより安全で、信頼性が高かった。固体燃料ロケット・モーターは、いったん点火されると燃焼を停止することができなかったため、射程は予定された飛行経路のおよそ半分で誘導装置によって展開されるドラッグ・ブレーキで制御された。これらのドラッグ・ブレーキはエンジン推力を打ち消し、ミサイルが地表への弾道飛行経路をたどるきっかけになった。誘導方法も変わり、サージェントは、指令誘導の代わりにスペリー・ジャイロスコープ社のAN/DJW-8慣性誘導装置を使用した。これは、対抗策に対する抵抗力を与え、必要とする地上器材を大幅に少なくした。
また、サージェント・システムはコーポラル・システムより大幅に少ない労力で移動することができ、発射サイトに到達してから最初のミサイルを発射するまでの時間は、コーポラルの9時間に対して1時間未満にまで短縮することができた。

## 運用

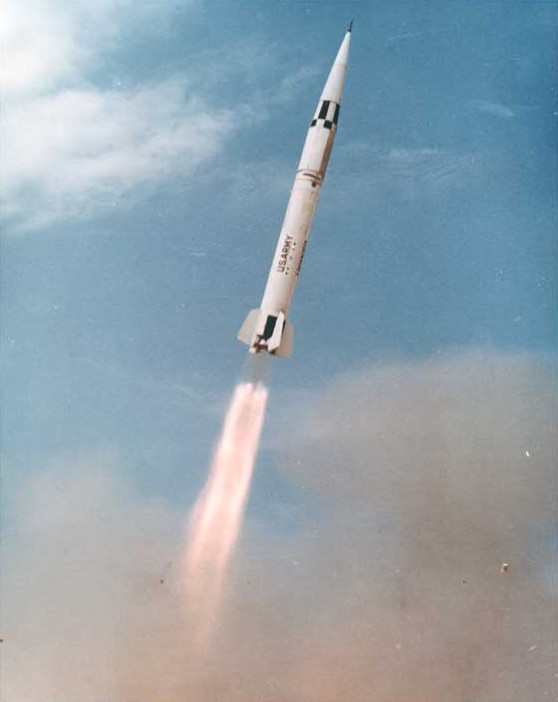
飛行中のMGM-29A

サージェントは、1962年6月に最初に配備されたが、準備期間のサージェントは満足な支援を得られなかった。1962年6月30日にはアメリカ陸軍戦術サージェント2個大隊と3つの弾薬補給部隊が編成され、訓練を開始していた。
アメリカ陸軍のサージェント大隊は、1963年3月に初めてアメリカ国外に配備され、1964年にかけてMAP (Military Assistance Program) サージェント3個大軍が西ドイツに配備された。最後のMAPサージェント大隊は1965年から1966年にかけて西ドイツに配備されたが、1970年6月23日に西ドイツの4つのアメリカ陸軍サージェント4個大隊は、倍戦力大隊2個として再編された
サージェント・システムの最後のミサイルは1964年に購入され、1962年1月から1964年9月の間に、全部で7つの陸軍サージェント大隊とその支援部隊が編成、訓練、配備された。その内訳は、陸軍戦略軍団(STAC)の1個大隊、ヨーロッパの5個大隊、及び韓国の1個大隊である。
1968年6月27日、ACSFOR（Assistant Chief of Staff for Force Development、戦力開発副参謀長）は、限定生産からスタンダードAに正式にサージェントの再分類を承認した。
サージェントの運用を管理していたサージェント計画局 (SERGEANT Project Office) は、サージェントの配備が始まってからまもなくの1962年8月1日にアメリカ陸軍ミサイル・コマンド (MICOM) で活動を開始したが、1969年7月1日に縮小が始まり、1969年9月15日には廃止された。サージェント計画局の代わりにサージェント備品局 (SERGEANT Commodity Office) がサージェント・システムのために設立されたが、その部局も1970年4月6日に廃止され、その機能は新設の陸戦特別装備管理局 (Land Combat Special Items Management Office) に取り込まれた。
1972年から、MGM-29Aは、新型のMGM-52 ランス・ミサイルに更新され始め、1977年5月に、アメリカ陸軍の最後のサージェント大隊が活動を停止したが、その後も西ドイツで2年間、ランスに更新されるまでサージェントを運用していた。この更新完了をもってすべてのサージェントの運用は終了した。

## 各型
- SSM-A-27 - サージェントの最初の制式名
- XM15 - サージェントの試験ミサイル
- M15 - サージェントの作戦運用ミサイル[1]
- XMGM-29A - サージェントの試験ミサイル。XM15から改称。
- MGM-29A - サージェントの作戦運用ミサイル。M15から改称。

## 仕様

### MGM-29A
出典：Designation-Systems.Net
- 全長： 10.54 m （34 ft 7 in）
- 直径： 0.79 m （2 ft 7 in）
- 翼幅： 1.50 m （5 ft）
- 発射重量： 4,570 kg （10,100 lb）
- 速度： 超音速
- 射程： 46 – 140 km （25 - 75 nm）
- 機関： チオコール XM-100 固体燃料ロケット・モーター
推力： 200 kN（45,000 lb）
燃焼時間： 34 s
- 弾頭： W52熱核弾頭（核出力： 200 kt）